# دانيال إم. غالاغير
دانيال إم. غالاغير (بالإنجليزية: Daniel M. Gallagher)‏ هو محامي أمريكي، ولد في 31 مايو 1972.